# Александров Віктор Сергійович
Віктор Сергійович Александров (рос. Виктор Сергеевич Александров, нар. 14 лютого 2022, Нижній Новгород, Росія) — російський футболіст, центральний захисник клубу «Парі Нижній Новгород» та молодіжної збірної Росії.

## Ігрова кар'єра

### Клубна
Віктор Александров є вихованцем нижньогородського футболу. Починав займатися в академії клубу «Парі Нижній Новгород». Пізніше він перебрався до футбольної школи казанського клубу «Рубіну». За клуб виступав у юнацькій першості країни.
Не маючи змоги закріпитися в основі, у січні 2021 року Александров відправився в оренду у латвійський клуб «Валміера». В чемпіонаті Латвії захисник провів 11 матчів. Через рік футболіст знову відправився в оренду. Цього разу у клуб РПЛ «Парі Нижній Новгород».

### Збірна
З 2022 року Віктор Александров є гравцем молодіжної збірної Росії.